# Chuck Schumer
Charles Ellis "Chuck" Schumer (Brooklyn, Nova Iorque, 23 de novembro de 1950) é um político dos Estados Unidos, que atualmente serve como senador do estado de Nova Iorque, eleito pelo Partido Democrata. Eleito pela primeira vez em 1998, quando derrotou o incumbente senador Alfonse D'Amato por uma margem de 55% a 44%. Sendo reeleito em 2004 com a maior votação da história do Estado, e sendo reeleito em 2010, com 66% dos votos.
Antes de se eleger senador, foi representante entre 1981 a 1999, representou o 9º, 10º e 16º distrito do Estado. Nascido no Brooklyn foi representante estadual entre 1975 a 1980.
Foi vice-presidente do partido no senado em 2006. E a partir de 2010 estava em terceiro lugar na hierarquia do partido para assumir a liderança, perdendo para o líder da maioria Harry Reid de Nevada, e Dick Durbin de Illinois.
Atualmente é o líder da maioria Democrata no Senado.

## Início de vida e educação
Schumer nasceu no Brooklyn, em uma família de judeus russos, polacos e austríacos. Seus pais são Selma Rosen e Abraham Schumer. Estudou em escolas públicas, foi orador em sua formatura em 1967 na James Madison High School.
Estudou na Universidade de Harvard, onde se interessou na política e fez campanha para Eugene McCarthy, na eleição de 1968.

## Representante estadual e federal

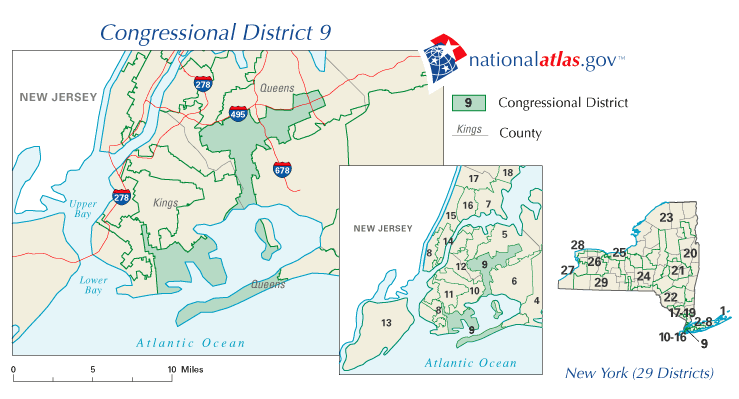
O 9º distrito foi representado por Schumer entre 1993 a 1999.

Em 1974, Schumer concorreu a uma vaga na assembleia estadual pelo 45º distrito, como um democrata, elegendo-se aos 23 anos, sendo o segundo mais jovem da história, perdendo apenas para Theodore Roosevelt. Representou o distrito entre 1975 a 1980. Schumer nunca perdeu uma eleição.
Em 1980, a representante do 16º distrito Elizabeth Holtzman ganhou a primária para o senado, e Schumer concorreu a vaga de Elizabeth, e venceu a eleição.
Ele foi reeleito oito vezes, pelo 16º distrito que está localizado no Brooklyn ele foi representante entre 1981 a 1983, entre 1983 a 1993 representou o 10º distrito e entre 1993 a 1999 foi representante do 9º distrito.

## Senador dos Estados Unidos
Em 1998, Schumer concorreu ao senado. Ele venceu Geraldine Ferraro na primária democrata com 51% contra 24% de Ferraro. Na eleição geral foi eleito com 55%, derrotando o senador Al D'Amato que teve 44%.
Em 2004, foi eleito com a maior votação da história, foram 4.769.824 votos, 71% dos votos, contra 1.625.069 votos de Howard Mills, a diferença foi de 2.8 milhões de votos. Muitos republicanos do Estado firam perplexos com a escolha de Howard Mills e não do conservador Michael Benjamin. Schumer venceu em todos os condados exceto em dois, no Condado de Hamilton e em Adirondacks. Mills admitiu a derrotata poucos minutos depois do fechamento das urnas.
A SurveyUSA publicou em 2009, a aprovação de Schumer que estava com 62% de aprovação, contra 31% que desaprovavam seu mandato. Ele foi um dos que apoiaram a prisão de Julian Assange em um abaixo-assinado em 2010.
Após as eleições de 2016, com os Democratas ainda em menor número no Senado, ele foi eleito Líder da Minoria.